# Wald (kanton Zurych)
Wald – miejscowość i gmina (Politische Gemeinde) w północnej Szwajcarii, w kantonie Zurych, w okręgu (Bezirk) Hinwil. Leży nad rzeką Jona.

## Demografia
W Wald mieszkają 10 343 osoby. W 2021 roku 26,4% populacji gminy stanowiły osoby urodzone poza Szwajcarią.

## Transport
Przez teren gminy przebiega droga główna nr 15.